# カンボジア王国軍
カンボジア王国軍（カンボジアおうこくぐん、クメール語: កងយោធពលខេមរភូមិន្ទ、英語：Royal Cambodian Armed Forces）は、カンボジアの国軍である。
1953年設立。所属機関にカンボジア陸軍・カンボジア海軍・カンボジア空軍・カンボジア憲兵隊などがある。

## データ
- 徴兵対象期間 - 18-60
- 適齢総数 -  3,002,718人（男性）3,108,254人（女性） - 2005年度
- 実務総数 - 3,002,718人（男性）3,108,254人（女性） - 2005年度
- 適齢到達総数 - 175,497人（男性）172,788人（女性） - 2005年度
- 軍事予算 -  112,000,000$ - 2001年度
- GDP - 3% - 2005年度

## 概要
1953年11月9日にRoyal Cambodian Armed Forces（RCAF）の名でクメール人により結成した。この軍隊の活動により、警察権・軍事権を回復し、フランス領インドシナからの完全独立を1953年に果たす。
1970年3月17日に勃発したロン・ノルクーデターの際、「クメール国民軍」（Khmer National Armed Forces）に改名された。1975年4月17日に「クメール共和国」政権が陥落後、クメール・ルージュ（カンボジア共産党）で編成された軍隊が取り入れられた。
その後、1993年5月に立憲君主制がカンボジアで採択され、新生「カンボジア王国」が誕生し、6月23日（建軍記念日）に「カンボジア王国軍」として再編成された。

## 組織
憲法規定上、最高司令官はノロドム・シハモニカンボジア国王である。国防省は、最高司令部の実務機関かつ軍の最高行政機関であり、カンボジア最大の都市プノンペンに本部を置いている。国防部の下には参謀本部が設置され、全軍の指揮、後方・技術保障を担当している。国防省直属単位としては、新聞局・通信局・対外連絡局・軍事裁判所・軍事検察庁が存在する。
カンボジア王国軍は、正規軍・地方部隊（予備役）・民兵から組成され、陸軍・海軍・空軍・憲兵隊の4軍種に分かれる。

## 徴兵制度
制度としての徴兵制は存在するものの、2011年時点で完全実施されておらず、実質的には志願兵役制となっている。服務年齢は18-30歳、服務期間は18ヶ月。民兵は、毎年3-6ヶ月間、正規軍に服役する。